# Kanekoa
Kanekoa is een kevergeslacht uit de familie van de boktorren (Cerambycidae). De wetenschappelijke naam van het geslacht werd voor het eerst geldig gepubliceerd in 1942 door Matsushita & Tamanuki.

## Soorten
Kanekoa omvat de volgende soorten:
- Kanekoa aerifera (Tippmann, 1955)
- Kanekoa azumensis (Matsushita & Tamanuki, 1942)
- Kanekoa lirata Holzschuh, 1991
- Kanekoa lucidula Holzschuh, 1999
- Kanekoa piligera Holzschuh, 2003